# Gabriel Melo Guevara
Gabriel Melo Guevara (Bogotá, 28 de agosto de 1939 - Bogotá, 2 de febrero de 2025) fue un abogado, político y periodista colombiano, miembro del Partido Conservador Colombiano  y referente de la facción laureanista, y posterior miembro de la disidencia Movimiento de Salvación Nacional.
Estudió ciencias económicas y jurídicas en la Pontificia Universidad Javeriana y realizó su maestría en la misma universidad. Empezó en el periodismo como editor económico del diario El Nuevo Siglo y la revista Signo de los tiempos. Entre 1976-1977 fue gerente del Banco Panamericano, fue director del diario que laboró entre 1983-1987.
Dentro de su carrera política empezó como Concejal de Bogotá entre 1966-1970, conjuez de la Corte Suprema de Justicia 1972-1978, ministro de Comunicaciones y de Desarrollo Económico del presidente Julio César Turbay, Senador de la República entre 1991-1994, Gobernador de Cundinamarca entre 1976-1977 y consejero de la candidatura de Álvaro Gómez Hurtado para las elecciones presidenciales de 1986 y 1990.
Entre sus últimos años fue profesor de derecho en la Pontificia Universidad Javeriana, consejero directivo en la Universidad Sergio Arboleda y facilitador de paz en los diálogos del gobierno y el grupo insurgente Ejército de Liberación Nacional. También trabajó como columnista del diario económico La República, de 2020 a 2022 y en La Patria. En 2021, se adhirió a la candidatura presidencial del candidato por el Centro Democrático, Óscar Iván Zuluaga.
El 2 de febrero de 2025 falleció en su residencia en Bogotá, a causas desconocidas qué fue publicados por sus familiares.